# Xenoxybelis
Xenoxybelis este un gen de șerpi din familia Colubridae.

Cladograma conform Catalogue of Life:
| Xenoxybelis | \| \| Xenoxybelis argenteus \| \| \| \| \| \| Xenoxybelis boulengeri \| \| \| \| |
|             | \| \| Xenoxybelis argenteus \| \| \| \| \| \| Xenoxybelis boulengeri \| \| \| \| |
|             | Xenoxybelis argenteus                                                            |
|             |                                                                                  |
|             | Xenoxybelis boulengeri                                                           |
|             |                                                                                  |